# Rayon solaire
Ne doit pas être confondu avec Rayon polaire.
Pour les articles homonymes, voir Rayon.

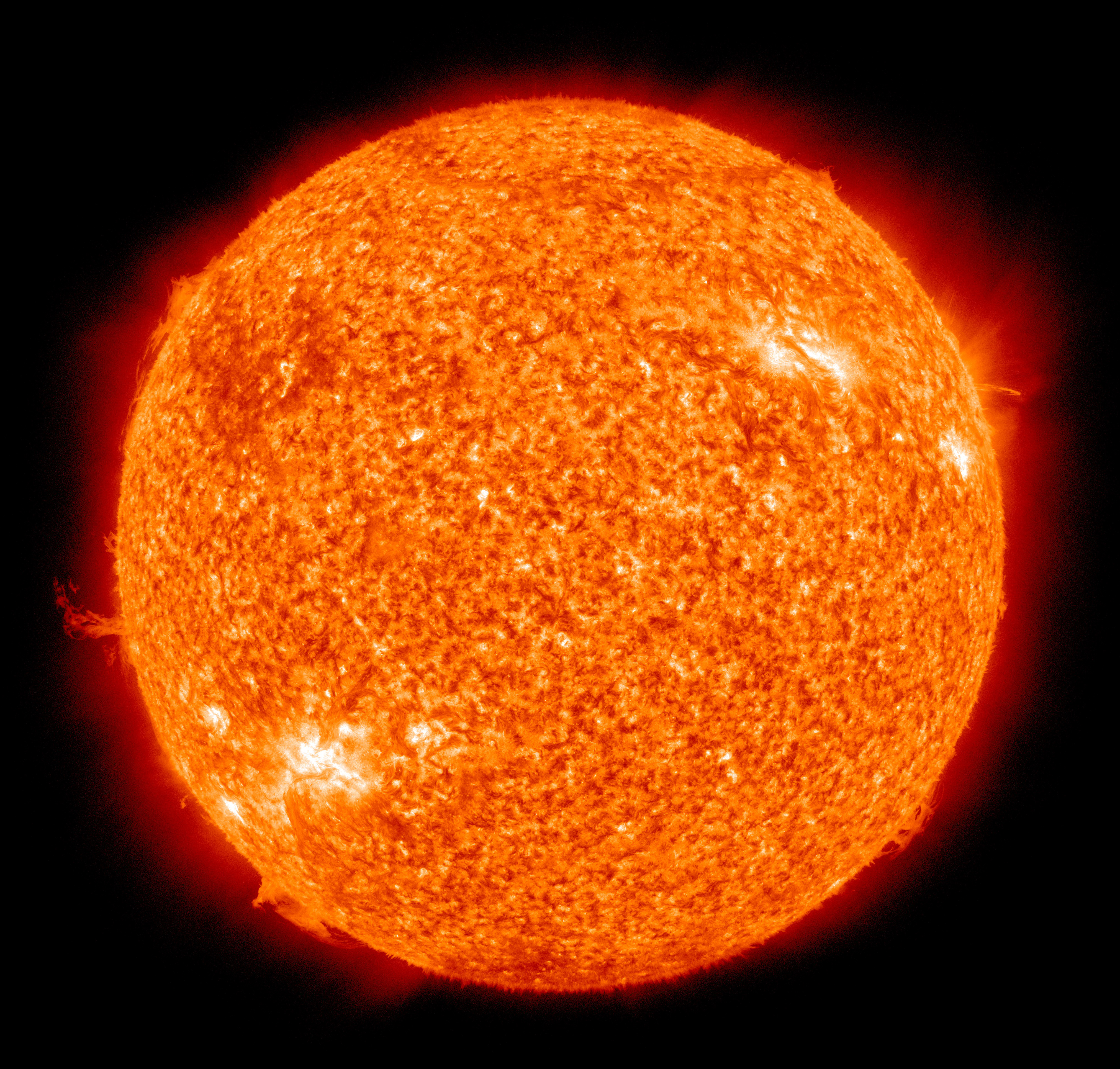
Image du Soleil en fausses couleurs prise depuis le Solar Dynamics Observatory de la NASA.

En astrophysique, le rayon solaire est l'unité de longueur conventionnellement utilisée pour exprimer la taille des étoiles. Elle est égale à la longueur du rayon du Soleil.
Le rayon solaire approximatif est noté R☉, notation composée de la lettre latine capitale R pour le rayon suivie, à droite et en indice, de ☉, symbole astronomique du Soleil.

## Histoire
Les premières mesures précises du diamètre solaire furent effectuées au XVIIe siècle par le Français Jean Picard.
En l’honneur de l’astronome pionnier, un satellite français d'étude du Soleil fut nommé Picard, embarquant entre autres un instrument de mesure du diamètre solaire.

## Valeur
La valeur du rayon solaire a été fixée en 2015 par l'Union astronomique internationale à :
{\displaystyle {\begin{aligned}R_{\odot }&=6{,}957\times 10^{8}\;\mathrm {m} \\&=0{,}004\;650\;47\;\mathrm {UA} \end{aligned}}}
Cette valeur « nominale » est compatible avec les mesures les plus récentes.
Le rayon solaire vaut environ 109 fois celui de la Terre, et un peu moins de 10 fois celui de Jupiter.
Il varie légèrement entre les pôles et l'équateur à cause de sa rotation, ce qui crée un aplatissement de l'ordre de 10 parties par million. Voir l'article 1 E9 m pour des distances similaires.

### Mesures
Le satellite SoHO fut utilisé pour mesurer le diamètre du Soleil en chronométrant les transits de Mercure devant la surface du Soleil en 2003 et 2006 (les suivants se sont produits en 2016 et 2019). Le résultat mesuré donna un rayon solaire de 696 342 ± 65 km.
D'autres phénomènes tels que les éclipses solaires peuvent également permettre d'estimer le diamètre solaire. Les techniques actuelles les plus performantes permettent d'évaluer la valeur du diamètre solaire à plus ou moins 35 km.